# イーストマンズ
イーストマンズ（Eastman）は、1890年代から1910年代にかけてアメリカ合衆国のニューヨークにいたユダヤ系ギャング団。「イーストマン・ギャング」とも呼ばれる。1890年代半ばにモンク・イーストマンが結成した。違法賭博、窃盗、管理売春、労使闘争の武力介入、選挙活動の武力サポートなどを収入源とした。構成員は一時1100人以上に膨張した。民主党系の政治組織タマニーホールの庇護をうけた。
イタリア系のファイブ・ポインツ・ギャングと激しい縄張り争いを繰り広げた。1902年9月29日、イーストマンズ総勢60人がファイブ・ポインツの縄張りに侵入し、ガンファイトになった。17人が逮捕され、リボルバー15個、ナイフ8個、ブラックジャック3つを押収した。
1902年10月4日、ファイブ・ポインツのガンマン35人が9月29日の仕返しでイーストマンズのサフォーク通りのアジトを急襲し、2階のビリヤード場に駆け上がった。流血のガンファイトの結果、数人が負傷し、29人が逮捕された。同年10月、タマニーホールのトム・フォーリーの仲介でファイブ・ポインツと平和協定を結んだ。
1903年9月にはポール・ケリーが率いるギャングとリヴィングトンで派手な銃撃戦を繰り広げた。
1904年、モンク・イーストマンは監獄送りとなり、マックス・ツヴェルバッハがボスの座を継いだ。
1910年代、元ファイブ・ポインツ・ギャングのジャック・シロッコが組織の乗っ取りを仕掛け、3代目ボスのジャック・ゼリグと抗争する中、組織は分裂し、衰退した。

## ボスの変遷
- 1895-1904年 モンク・イーストマン
- 1904-1908年 マックス・ツヴェルバッハ
- 1908-1911年 ジャック・ゼリグ